# Balacra rubricincta
Balacra rubricincta är en fjärilsart som beskrevs av Holland 1893. Balacra rubricincta ingår i släktet Balacra och familjen björnspinnare. Inga underarter finns listade i Catalogue of Life.